# Долгоруков, Владимир Сергеевич
Князь Владимир Сергеевич Долгоруков (1723 — 22 февраля (6 марта) 1803) — русский дипломат, действительный тайный советник (1786), генерал-лейтенант. Рюрикович в XXVII колене, из княжеского рода Долгоруковых.

## Биография
Родился и вырос в Голландии, где его отец князь Сергей Петрович Долгоруков (1696—1761) состоял при русском посольстве.
Получил прекрасное образование под руководством аббата Жюбе. По распоряжению императрицы Елизаветы Петровны был послан 19 февраля 1742 года в Париж в качестве «дворянина посольства» и находился там под началом чрезвычайного посла А. Д. Кантемира. Возвратившись в Россию в 1746 году он был тщательно экзаменован в кадетском корпусе; получив блестящие оценки, не смог, однако, сдать экзамен по закону Божию в Синоде. Вместе с родителями и братьями привлекался по делу об исповедовании ими римско-католической веры (август 1746). По решению императрицы отправлен для утверждения в православии в Александро-Невский монастырь, где находился до декабря 1746 года.
Поступив в Корпус военных инженеров, по своему внутреннему достоинству вызывал неприязнь у графа П. И. Шувалова и поэтому не продвигался по службе. В качестве дворянина посольства находился при отце в Константинополе (1755). В чине капитана принимал участие в Семилетней войне с французской армией в Вестфалии (1757). В 1761 году в чине инженер-майора находился при великом князе Павле Петровиче. В 1762 году был произведён в полковники и 13 ноября назначен посланником в Берлин, где сумел снискать большое расположение короля Фридриха II и пробыл на своём посту 24 года до 1786 года. Во время нахождения в Германии произведён в генерал-майоры (1767), в генерал-поручики (1774), в действительные тайные советники (22 сентября 1786). По словам княгини Дашковой, Долгоруков был большим приверженцем Фридриха Великого и его военной системы, поэтому часто присутствовал при производимых им смотрах войск. Вернувшись в Россию (1787), числился в бессрочном отпуске.
Не имея состояния (богатство все его состояло в прекраснейшей библиотеке), холостой Долгоруков получал пенсию в размере 4 000 рублей в год, и скромно жил в Москве, в доме овдовевшей невестки, помогая ей в воспитании детей, Сергея и Прасковьи. По отзыву многих современников, он «был честнейший и почтеннейший человек, истинно добр, но без слабости; справедлив и стоек в убеждениях; исполнен той простоты, что свойственна личностям высоких достоинств; умерен в мнениях, как все люди мыслящие, способные к самообладанию; одним словом, философ». Беседа его была богата и занимательна; простота удивительная во всем наружном его виде, благородство отличное в поступках, привлекало к нему общее уважение.
Скончался 22 февраля (6 марта) 1803 года в Москве и похоронен на кладбище Новодевичьего монастыря.

## Комментарии
1. ↑  Певницкий в книге О загробной жизни Архивная копия от 5 февраля 2022 на Wayback Machine приводил рассказ о не имевшем веры В. С. Долгорукове: 

У него был набожный брат, который очень огорчался увлечениями и безверием брата, писал ему письма, в которых старался убедить его, что он в заблуждении <…>. Но Долгорукий только смеялся над убеждениями верующего брата. Однажды он, возвратясь от короля и чувствуя усталость, наскоро разделся, бросился в постель и задремал. Вдруг слышит он: кто-то отдергивает его занавес, приближается к нему, и холодная рука прикасается к его руке, даже жмет её. Он смотрит, видит брата и слышит от него: «верь». Обрадованный неожиданным явлением брата, князь хочет броситься в его объятия, но вдруг видение исчезает. Он спрашивает слуг: куда девался брат? Все говорят ему, что никакого брата к нему не являлось. Князь старался уверить себя, что это сон, мечта, но слово «верь» не перестает раздаваться в его ушах и не дает ему покоя. Он записал число, час и минуту видения и вскоре получил известие, что в этот самый час и минуту скончался брат его. С тех пор он сделался набожным и верующим христианином и часто рассказывал другим об этом видении.